# Carl Westerlund

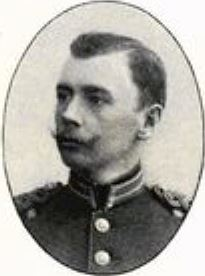
Carl Westerlund.

Carl August Westerlund, född 30 april 1872 i Falun, död 17 april 1913 i Malmköping, Södermanlands län, var en svensk militär.
Westerlund blev underlöjtnant vid Dalregementet 1892, underintendent i Intendenturkåren 1897, löjtnant 1898, löjtnant vid Generalstaben 1902, kapten i armén 1905, vid Generalstaben samma år, i Dalregementet 1906 och vid Södermanlands regemente från 1910. Han var generalstabsofficer vid 1:a arméfördelningen 1906–1907, lärare i krigshistoria och härordning vid Krigshögskolan 1909–1911 och t.f. stabschef vid Militärbefälet på Gotland 1909–1910.
Westerlund fortsatte efter Anton Pihlströms frånfälle 1902 utgivningen av Kungl. Dalregementets historia (avdelningarna 2–5, 1904–1911) och skrev Dalfrikåren och Dalvargeringsregementet 1788–1790 (1912). 